# Huia cavitympanum
Espèce
Synonymes
- Rana cavitympanum Boulenger, 1893

Statut de conservation UICN

 LC  : Préoccupation mineure
Huia cavitympanum est une espèce d'amphibiens de la famille des Ranidae.

## Répartition
Cette espèce est endémique de Bornéo. Elle se rencontre entre 150 et 1 600 m d'altitude au Sabah et au Sarawak en Malaisie et dans le nord du Kalimantan en Indonésie.

## Description
Huia cavitympanum mesure de 42 à 52 mm pour les mâles et de 75 à 80 mm pour les femelles. Son dos est brun chocolat et sa peau est lisse. Ses flancs, les côtés de sa tête et la face externe de ses membres sont fauve et présentent des barres ou des taches brun foncé. Son ventre est blanc ou jaune orangé.
Elle présente un canal auditif similaire à celui des mammifères. Par ailleurs, c'est la seule espèce de grenouille dont les appels se font exclusivement dans la gamme des ultrasons et cela pour, probablement, contourner le bruit ambiant dû aux cascades présentes dans son biotope. Odorrana tormota émet également dans les ultrasons mais également dans des fréquences audibles par l'homme.
Les têtards de cette espèce sont parmi les plus grands des anoures présents à Bornéo. Ils peuvent atteindre 70 mm. Ils présentent une ventouse abdominale qui leur permet de rester coller aux rochers dans les courants rapides.

## Étymologie
Son nom d'espèce lui a été donné en référence au fait que son tympan est "encastré" contrairement à la plupart des autres anoures dont le tympan est à la surface de la peau.

## Publication originale
- Boulenger, 1893 : Descriptions of new reptiles and batrachians obtained in Borneo by Mr. A. Everett and Mr. C. Hose. Proceedings of the Zoological Society of London, vol. 1893, p. 522-528 (texte intégral).